# Paludipasser
Paludipasser is een monotypisch geslacht van zangvogels uit de familie prachtvinken (Estrildidae). De enige soort:
- Paludipasser locustella  – Sprinkhaanastrild